# Mirabel (Burg)
Mirabel (lateinisch Mirabellum, hebräisch מִגְדַּל אֲפֵק Migdal Afeq oder מִגְדַּל צֶדֶק Migdal Zedeq, arabisch مجدل يابا, DMG Maǧdal Yābā oder مجدل صادق, DMG Maǧdal Ṣādiq) ist eine Kreuzfahrerburg in Rosch haʿAjin, Israel.

## Lage
Die Ruine der Höhenburg liegt ca. 17 km östlich von Jaffa auf einer Anhöhe am Pass von Afek.

## Geschichte
1134 erhob König Fulko von Jerusalem Mirabel zu einer eigenständigen Herrschaft in der Grafschaft Jaffa. Die Herrschaft wurde als Lehen an Barisan von Ibelin vergeben. Dieser erbaute in den folgenden Jahren auf den Überresten eines römisch-byzantinischen Vorgängerbaus die Höhenburg.
Als Herr von Mirabel folgte nach Barisans Tod 1150 Manasses von Hierges, der Barisans Witwe Helvis von Ramla geheiratet hatte. Manasses war ein Vetter der Königin Melisende und war ab 1140 als Konstabler einer der mächtigsten Beamten des Königreich Jerusalem. Im Thronstreit zwischen Königin Melisende und deren Sohn Balduin III. stand Manasses fest auf der Seite Melisendes. Balduin III. belagerte Manasses schließlich 1152 in seiner Burg Mirabel. Manasses musste aufgeben und wurde ins Exil verbannt.
Barisans Sohn Hugo von Ibelin übernahm nun die Herrschaft Mirabel. Nach dessen kinderlosem Tod beerbte ihn 1170 sein Bruder Balduin von Ibelin.
Auf den Hügeln um die Burg herum bildete sich eine fränkische Siedlung. Diese wurde 1177 von der Vorhut Saladins gebrandschatzt, bevor dieser in der Schlacht von Montgisard, an der auch Balduin von Ibelin als Kommandeur teilnahm, vorerst zurückgeschlagen wurde. Nach der Schlacht von Hattin wurde Mirabel im Juli 1187 endgültig von Saladins Bruder al-Adil erobert. Anders als viele Kreuzfahrerburgen wurde Mirabel von den Eroberern nicht geschleift, jedenfalls wird sie 1191/1192 als im Besitz der Ayyubiden erwähnt. Im Laufe des 13. Jahrhunderts wurde sie aufgegeben.
Im 17. und 18. Jahrhundert wurde die Burg von den Osmanen wieder als Festung genutzt.

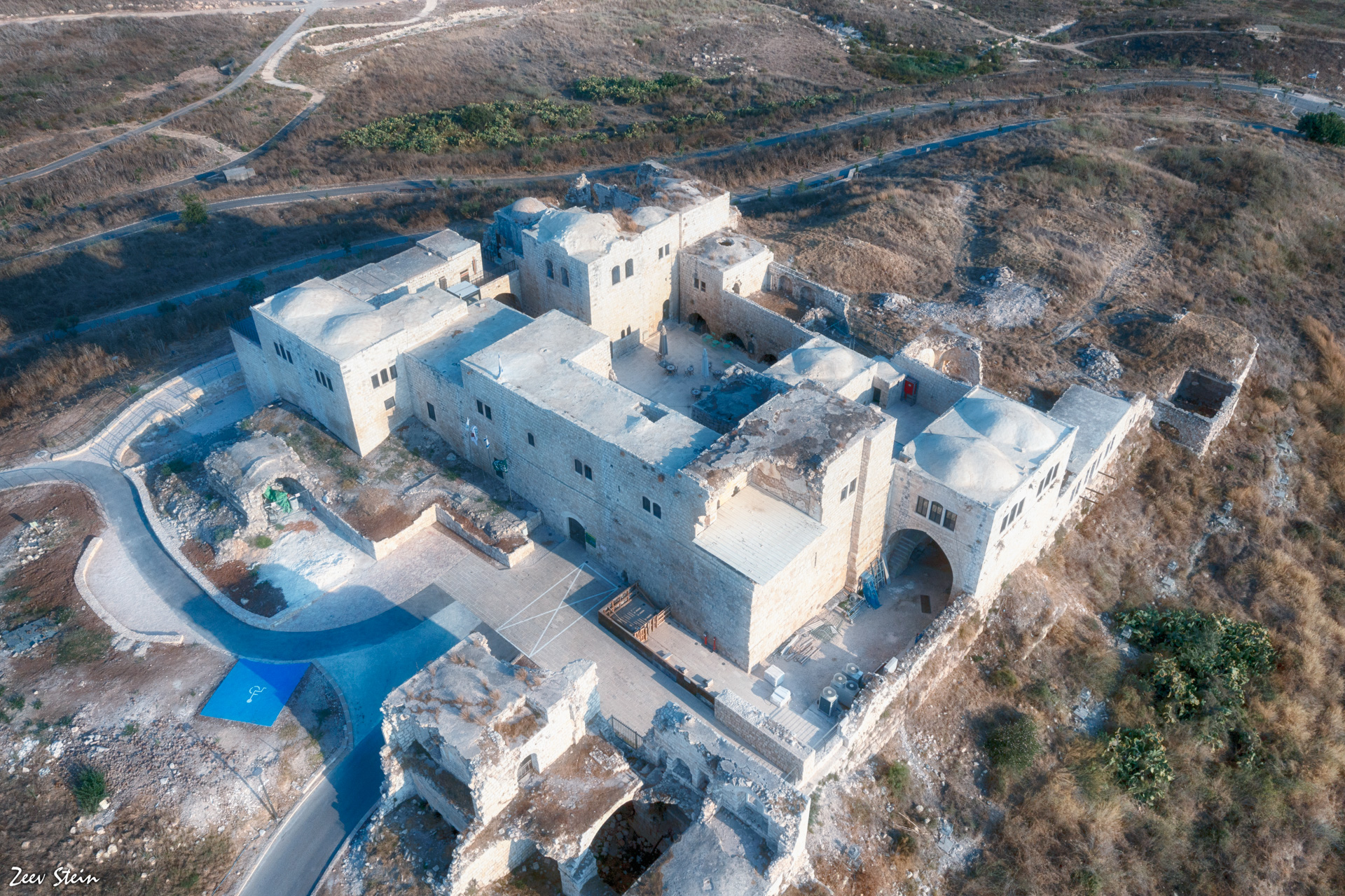
Luftbild von Burg Mirabel nach der denkmalpflegerischen Erneuerung, 2021

## Anlage
Insbesondere am Westturm kann man die Kreuzfahrerbauweise leicht erkennen. Die Mauern sind 2 Meter dick. Über dem Eingang befindet sich eine griechische Inschrift. Der Stein ist ein wiederverwendetes Stück aus dem 4.–5. Jh. Die Inschrift lautet „Martyrium des heiligen Kerykos“. Kerykos war ein Märtyrer aus der Zeit des römischen Kaisers Diokletian (reg. 284–305).
In osmanischer Zeit wurde die Burg teilweise überbaut. Am zentralen Donjon und der Ringmauer lässt sich aber die Struktur der Kreuzfahrerburg noch erkennen.